# هايلي مور
هايلي ماري مور (من مواليد 4 أغسطس 1986) هي مديرة تنفيذية لهوكي الجليد أمريكية الجنسية ولاعبة هوكي سابقة، وهي حاليًا رئيسة اتحاد بوسطن برايد لدوري الهوكي الوطني للسيدات (NWHL) ونائبة رئيس عمليات الهوكي في دوري الهوكي الأمريكي (AHL) ). عملت سابقًا كنائبة مفوضة لNWHL من 2017 إلى 2019 ومدير عام Boston Pride من 2015 إلى 2017.

## مهنتها كلاعبة

### الرابطة الوطنية لرياضة الجامعات
من عام 2004 إلى عام 2008 ، تنافست مور في برنامج براون بيرزلهوكي الجليد للسيدات. لعبت مع المدير الفني ديجيت مورفي، وأحرزت مور 133 نقطة بقوة 69 هدفا .  في موسمي الميتدئين و الكبا، عملت مور كقائد منتخب لفريق الBears، وتخرجت من بين العشرة الأوائل في احراز النقاط في البرنامج كل مرة .

### دوري الهوكي الكندي للسيدات
كانت مور عضوًا في فريق بوسطن بليدز خلال موسمها الافتتاحي في دوري الهوكي الكندي للسيدات (CWHL). تنافست خلال موسم 2010-11 CWHL ، احتلت مور المرتبة السابعة على Blades في التسجيل للفريق. 
ظهرت مور لأول مرة مع Blades في 30 أكتوبر 2010 ، في مباراة ضد Burlington Barracudas . في اليوم التالي ، سجلت هدفها الأول في CWHL ، أيضًا ضد Barracudas. بحلول نهاية الموسم ، سجلت تسعة أهداف وخمس تمريرات حاسمة بإجمالي 14 نقطة. 

### دوري الهوكي الوطني للسيدات
مع تشريف كثير من من أعضاء لفريق بوسطن برايد لالتزاماتهم مع المنتخب الوطني الأمريكي خلال موسم العطلات لعام 2015، ارتدت مور ملابس كلاعبة طوارئ بينما كانت المدير العام للفريق. جرت المباراة في 27 ديسمبر 2015 ، حيث لعب البرايد ضد حوت كونيتيكت . شارك مور في مواجهة واحدة في الفوز 2-1 لصالح البرايد حيث عانى الوايل أول خسارة له في تاريخ الامتياز. 

## التدريب
مع جامعة ماساتشوستس بوسطن ، عملت كمدربة متطوعة لموسم 2009-10. خلال ذلك الموسم، تمكنت UMass Boston Beacons من تحقيق 17-10 علامة مكسب-خسارة.
في خريف عام 2012 ، انضمت مور إلى برنامج هارفارد كريمسون لهوكي الجليد للسيدات ، حيث عملت كمدرب مساعد. شهد موسمها الأول مع هارفارد حصول البرنامج على لقب Ivy League جنبًا إلى جنب مع مكان في بطولة NCAA لعام 2013.  

## المناصب التنفيذية
في أغسطس 2011 ، شغلت مور منصب مساعد المدير الرياضي، أثناء توليها مهام التدريب الرئيسية في مدرسة سانت مارك. كما أنها ستتولى منصب مديرة هوكي الفتيات / النساء في إيست كوست ويزاردز. 
في عام 2015 ، أصبحت مور أول مديرة عامة لبوسطن برايد في الموسم الافتتاحي لدوري الهوكي الوطني للسيدات (NWHL). خلال مسودة NWHL لعام 2015 ، كان أول لاعبة تختارها هي لاعبة نورث إيسترن كيندال كوين. بعد موسم 2015-16 NWHL، احتل فريق Pride المركز الأول في ترتيب الدوري وفاز بكأس Isobel. وظلت المديرة العامة لفريق برايد في 2016-2017 عندما احتل الفريق المركز الأول في الموسم العادي لكنه خسر كأس إيزوبيل أمام بوفالو بيوتس. بعد الموسم، تم تعيينها نائبة لمفوض الدوري لموسم 2017-18، لكنها بقيت مع برايد كرئيسة للفريق. 
في يناير 2021 ، تم تعيين مور نائبًة لرئيس عمليات الهوكي في دوري الهوكي الأمريكي (AHL)، وهو ثاني أعلى دوري للرجال في أمريكا الشمالية بعد دوري الهوكي الوطني . 

## الجوائز والتكريمات
- فريق ECAC الأكاديمي
- 2005 ECAC All-Rookie Team [10]
- 2006 ECAC أول فريق [11]
- 2007 All-Ivy Honorable Mention

## إحصائيات

### الرابطة الوطنية لرياضة الجامعات
| الموسم        | فريق          | الدوري                          | GP  | جي | أ  | نقاط | PPG | SHG | GWG |
| ------------- | ------------- | ------------------------------- | --- | -- | -- | ---- | --- | --- | --- |
| 2004-05       | الدببة البنية | الرابطة الوطنية لرياضة الجامعات | 32  | 11 | 15 | 26   | 3   | 0   | 1   |
| 2005-06       | الدببة البنية | الرابطة الوطنية لرياضة الجامعات | 33  | 25 | 18 | 43   | 2   | 3   | 5   |
| 2006-07       | الدببة البنية | الرابطة الوطنية لرياضة الجامعات | 29  | 20 | 16 | 36   | 8   | 1   | 3   |
| 2007–08       | الدببة البنية | الرابطة الوطنية لرياضة الجامعات | 29  | 13 | 15 | 28   | 5   | 0   | 1   |
| المجاميع NCAA | المجاميع NCAA | المجاميع NCAA                   | 123 | 69 | 64 | 133  | 18  | 4   | 10  |

مصدر الإحصاء 

### احترافي
| الموسم   | فريق        | الدوري   | GP | جي | أ | نقاط | +/- | PIM | GWG |
| -------- | ----------- | -------- | -- | -- | - | ---- | --- | --- | --- |
| 2010-11  | بوسطن بليدز | CWHL     | 26 | 9  | 5 | 14   | +8  | 6   | 2   |
| 2015–16  | بوسطن برايد | NWHL     | 2  | 0  | 0 | 0    | 0   | 0   | 0   |
| المجاميع | المجاميع    | المجاميع | 28 | 9  | 5 | 14   | +8  | 6   | 2   |

مصدر الإحصاء  